# Mel Blanc
Melvin Jerome "Mel" Blanc (San Francisco, 30 de mayo de 1908-Los Ángeles, 10 de julio de 1989) fue un actor de voz estadounidense de varios programas radiofónicos y estudios de animación, principalmente Warner Bros y Hanna-Barbera.
Hizo la voz de aproximadamente 400 personajes animados, entre ellos Bugs Bunny, el Pato Lucas, Porky, Piolín, el Gato Silvestre, Sam Bigotes, Speedy Gonzalez, Elmer Gruñón, El Coyote y el Correcaminos, el Gallo Claudio, Taz, Pepe Le Pew, Marvin el Marciano, el Pájaro loco, Heathcliff, Pablo Mármol y Dino. Debido a su talento se ganó el apodo «hombre de mil voces».

## Biografía

### Primeros años y trabajo radiofónico
Melvin Jerome Blanc nació en San Francisco (California) y fue el segundo hijo de Frederick Blank y Eva Katz, ambos de origen judío y gerentes de un negocio de ropa femenina. Creció en Portland (Oregón) y estudió en la Lincoln High School. Ya desde temprana edad, se dio cuenta de su capacidad para hacer distintas voces, sobre lo que dijo: "Yo era bastante popular en la escuela, entretenía a los niños y profesores en las asambleas". Cambió su apellido a Blanc después de recibir un comentario despectivo de un profesor. Se casó con Estelle Rosenbaum en 1933. 
En 1927, comenzó a cantar en el programa The Hoot Owls de la cadena KGW y, año siguiente, integró la NBC Radio Orchestra de San Francisco, en la que tocaba el violín y el bajo. Posteriormente interpretó varios personajes en el programa radial The Jack Benny Program. El éxito en el programa de Jack Benny le permitió tener uno propio en CBS Radio, The Mel Blanc Show, emitido entre el 3 de septiembre de 1946 y el 24 de junio de 1947, en el que hacía el papel del dueño de una tienda de reparaciones, acompañado por Mary Jane Croft, Joseph Kearns, Hans Conried, Alan Reed, Earle Ross, Jim Backus y Bea Benaderet.
Le siguieron The Abbott and Costello Show; The George Burns and Gracie Allen Show; los personajes del cartero August Moon en Point Sublime; Sack el triste en G.I. Journal y otras participaciones menores en el programa de televisión de Benny. Una de sus rutinas más exitosas fue la de Sy, el pequeño mexicano, en la que emitía una palabra por vez, como en la frase "Sí... Sy... sew... Sue". Otra era la de un anunciador ferroviario que decía: "Está saliendo el tren del carril cinco para Anaheim, Azusa y Cucamonga". El chiste se basaba en que no había un tren que conectara esos pueblos y, para el público que lo no sabía, en la pausa que hacía entre "Cuc.." y "...amonga". Por su trabajo en radio, Blanc recibió una estrella en el Paseo de la Fama de Hollywood en el número 6385 Hollywood Boulevard.

### Trabajo en la era dorada de la animación
Blanc ingresó en los estudios de Leon Schlesinger (subsidiario de Warner Brothers Pictures que producía dibujos animados) en 1936. El primer cortometraje en el que participó fue Porky's Road Race, estrenado un año después. Realizó las voces de, entre otros, Bugs Bunny, Piolín, Porky Pig y el Pato Lucas. Como Bugs Bunny comía zanahorias y a Blanc no le gustaban, las escupía en un tarro después de los diálogos. Dijo que una de las voces que le resultaba más difícil era la de Sam Bigotes, por la que se dañó la garganta. Años después, volvió a interpretar a varios de sus personajes en ¿Quién engañó a Roger Rabbit?, pero prefirió que otra persona hiciera a Sam.
Como trabajaba en dibujos animados para cine, estaba adelantado respecto de quienes lo hacían en televisión, como Daws Butler y Don Messick. Aunque ellos habían participado en cortometrajes de MGM (Butler como Loopy De Loop y Messick como Droopy) no se dedicaron tanto a esta área como Blanc.

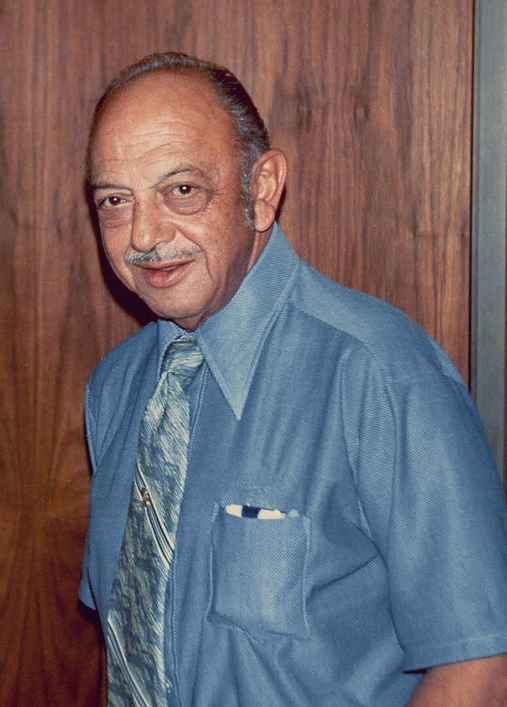
Mel Blanc en 1976

A lo largo de su carrera, tomó acciones legales cuando no se cumplieron sus derechos transaccionales. Los actores de voz no recibían crédito por su trabajo, pero él fue la excepción: en 1944, por contrato, figuraba en los créditos "Caracterización vocal por Mel Blanc". Otros, como Arthur Q. Bryan (Elmer Fudd) y Bea Benaderet (varias voces femeninas) permanecieron sin ser nombrados.
El 24 de enero de 1961, tuvo un grave accidente automovilístico en Sunset Boulevard en Hollywood.  Sufrió una triple fractura de cráneo que lo dejó en coma tres semanas, además de fracturas en ambas piernas y pelvis. Recibió cerca de 15 000 cartas de admiradores que le deseaban su mejora, algunas incluso estaban dirigidas a "Bugs Bunny, Hollywood, USA". Un periódico reportó erróneamente su muerte. Luego de su recuperación, Blanc contó en entrevistas televisivas y en su autobiografía que un médico lo había sacado del coma hablándole a Bugs Bunny, luego de esfuerzos inútiles por hablarle directamente. Aunque no conservaba un recuerdo real sobre el hecho, más adelante se enteró de que el médico le había preguntado "¿Qué tal estás hoy, Bugs Bunny?", a lo que respondió con la voz del personaje. Debido a esto, Blanc agradeció a Bugs Bunny haberle salvado la vida. Regresó a su hogar el 17 de marzo y el 22, interpuso una demanda de 500 000 dólares contra la ciudad de Los Ángeles. Su accidente, uno de los 26 que ocurrieron en esa zona, hizo que la ciudad destinara rápidamente dinero para arreglar ese sector.
Cuando ocurrió el accidente, Blanc estaba haciendo la voz de Pablo Mármol para la serie Los Picapiedra, de ABC. Su ausencia del programa fue corta, ya que los productores le facilitaron la tecnología para trabajar desde su casa. Además, volvió a The Jack Benny Program para filmar el Especial de Navidad de 1961, en el que se movía en muletas o silla de ruedas.

### Trabajo en Hanna-Barbera
A principios de 1960, comenzó a hacer voces para varios personajes de Hanna Barbera, como Pablo Mármol y el Sr. Cosmo de Los Supersónicos. Daws Butler y Don Messick eran los actores de voz más importantes y Blanc sólo era el nuevo en la compañía. Todos los dibujos animados de las décadas de 1930 y 1940 de Warner Brothers se transmitían por televisión y competían directamente con los de Hanna-Barbera. Warner Bros comenzó a hacer dibujos animados directamente para televisión en los años 1960, principalmente del pato Lucas, Speedy González o Silvestre y Piolín. Blanc hizo estas voces y las de Los autos locos y Los peligros de Penélope Glamour para Hanna-Barbera. Incluso compartió protagonismo con Butler y Messick: en Leoncio el león y Tristón, Butler era Leoncio y Blanc, Tristón la hiena y, en Ricochet Rabbit, Messick hacía la voz del conejo mientras que Blanc la del compañero, Deputy Droop-a-Long.

### Trabajo posterior
Blanc fue uno de los muchos a quienes George Lucas audicionó para la voz de C-3PO para su película de 1977 Star Wars: Episodio IV - Una nueva esperanza, pero él sugirió que Anthony Daniels hiciera el trabajo.

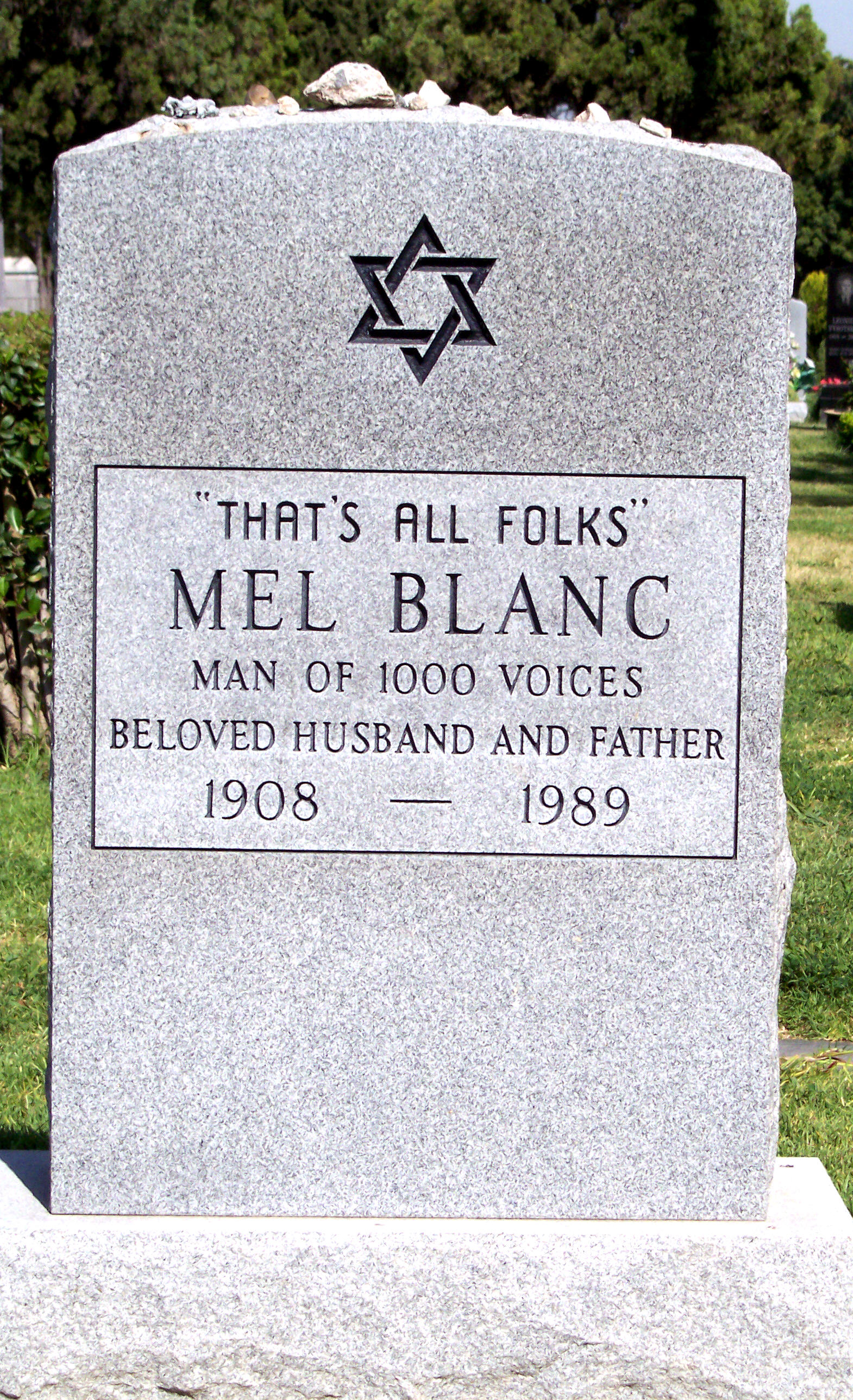
Lápida de Blanc

A principios de la década de 1980, luego de más de dos temporadas haciendo la voz del robot Twiki en Buck Rogers in the 25th Century, su último personaje fue un gato anaranjado llamado Heathcliff (Isidoro en España), que tenía una voz similar a la de Bugs Bunny, pero con un estilo más callejero. Continuó haciendo la voz de sus personajes en comerciales y especiales de televisión durante la mayor parte de la década, aunque dejó algunos como Sam Bigotes, el Gallo Claudio y el Demonio de Tazmania por problemas en la garganta. Una de sus últimas grabaciones fue para Los Supersónicos: la película.

## Fallecimiento
Blanc comenzó a fumar cigarrillos cuando tenía 9 años de edad, lo que le provocó una enfermedad pulmonar obstructiva crónica y problemas cardiovasculares a los 77 años, que fueron la causa de su fallecimiento el 10 de julio de 1989 en Los Ángeles. Fue enterrado en el Hollywood Forever Cemetery en Hollywood. Quiso que su epitafio fuera "THAT'S ALL FOLKS" ("Eso es todo amigos").
El crítico cinematográfico Leonard Maltin dijo una vez: "¡es increíble que la persona que hace la voz de Piolín y Sam Bigotes sea la misma!". Algunas voces de Blanc eran logradas gracias a la tecnología, para algunos personajes debían aumentar la velocidad de las grabaciones, por ejemplo Porky Pig o Speedy González.
Tras su muerte, la voz de Blanc siguió oyéndose en diferentes partes. Por ejemplo, el ladrido de Dino, mascota de Los Picapiedra, fue utilizado en la película realizada con actores reales de 1994. Esto significó una violación a los derechos que Blanc presentaba en su contrato, ya que sus grabaciones fueron usadas sin permiso o crédito alguno.

## Personajes

Blanc y su esposa Estelle Blanc con el entonces presidente Ronald Reagan

Lista de personajes y año de la primera vez en que Blanc hizo la respectiva voz:
1. Porky Pig (1937)
2. Pato Lucas (1937)
3. Happy Rabbit (prototipo de Bugs Bunny) (1938)
4. Bugs Bunny (1940)
5. Woody Woodpecker (1940)
6. Piolín (1942)
7. The Hep Cat (prototipo de Silvestre) (1942)
8. Private Snafu, numerosos dibujos animados relacionados con la Segunda Guerra Mundial (1943)
9. Sam Bigotes (1945) ("Hare Trigger")
10. Pepé Le Pew (1945)
11. El gato Silvestre (1946) también conocido como Thomas (1947) en algunos cortos
12. Gallo Claudio (1946)
13. Henery Hawk (1946)
14. Charlie Dog (1947)
15. Mac (de Mac & Tosh) (1947)
16. K-9 (1948) (compañero de Marvin El Marciano)
17. Marvin El Marciano (1948)
18. Correcaminos (1949)
19. Bruno the Bear (1951)
20. Wile E. Coyote (mudo hasta 1952, habló por primera vez en "Operation: Rabbit")
21. Speedy González (1953)
22. El demonio de Tazmania (1954)
23. Elmer Gruñón (1959, tras la muerte de Arthur Q. Bryan)
24. Pablo Mármol (1960)
25. Dino (1960)
26. Sr. Cosmo (1962)
27. Hardy Har Har (1962-1964)
28. Inspector Ardilla (1965-1966)
29. Bubba McCoy de "Where's Huddles?"
30. Chug-a-Boom en The Perils of Penelope Pitstop (1969)
31. Officer Short-Shrift/Dodecahedron/Demon Of Insincerity en The Phantom Tollbooth (1970)
32. Speed Buggy (1973)
33. Capitán Cavernícola (1977)
34. Twiki de Buck Rogers in the 25th Century (1979)
35. Heathcliff (1980)
36. Mr. McKenzie, de la película Strange Brew (1983)

## Otros trabajos
- Blanc fue contratado para hacer la voz del gato Gideon en la película de Walt Disney Pinocho. Sin embargo, se decidió que el personaje fuera mudo, por lo que todos sus diálogos se borraron, salvo el que hizo del villano fue el hipo mientras fuma y bebe cerveza
- En 1971, hizo de él mismo en un comercial de American Express
- Participó en un anuncio de una institución para niños quemados
- Hizo todas las voces de sus personajes de Looney Tunes en la película The Son of Football Follies